# Julien Travers
Pour les articles homonymes, voir Travers.
Julien-Gilles Travers, né le 31 janvier 1802 à Valognes et mort le 8 avril 1888 à Caen, est un journaliste, traducteur, critique et homme de lettres français.

## Biographie
Peu de temps après la naissance de Travers, ses parents quittèrent Valognes pour Saint-Lô, où il fit ses études classiques qu’il termina au collège de Coutances. Il y eut pour professeur de philosophie l’abbé Daniel originaire de Contrières, futur recteur de l’Académie de Caen, futur évêque de Coutances et d’Avranches, qui s’attacha à lui et lui manifesta en toute circonstance l’intérêt le plus cordial et le plus efficace.
En quittant le collège à la fin de l’année 1820, Travers décida d’entrer dans l’enseignement et fut envoyé immédiatement comme régent au collège de Saint-Hilaire-du-Harcouët. Sans grande importance, cet établissement comptait peu d’élèves, le nombre des professeurs était aussi restreint. Travers ne se découragea pas et profita de ses loisirs pour compléter son instruction. Au mois d’octobre 1822, il fut appelé au collège de Saint-Lô où il fut chargé de la classe de troisième, puis de la seconde et, dès 1828, il y devenait professeur de rhétorique. C’est également au cours de son séjour de près de dix ans à Saint-Lô que Travers rencontra Pélagie Gastel du Boulay, qu’il devait épouser.
En 1829, le libéralisme de Travers lui suscita quelques oppositions et motiva sa nomination dans la même chaire au collège de Domfront. N’acceptant pas cette disgrâce imméritée, Travers obtint un congé et attendit les événements. Au lendemain de la révolution de Juillet, on lui offrit une sous-préfecture qu’il refusa pour reprendre ses fonctions de régent de rhétorique qu’il occupa jusqu’en décembre 1832. Il eut, pour élèves, des hommes comme le cardinal Guilbert, archevêque de Bordeaux, Auguste Vaultier, préfet de la Manche, le marquis Anatole Hüe de Caligny, correspondant de l’Académie des sciences ou l’astronome Urbain Le Verrier qui, une fois devenus éminents, lui témoignèrent leur estime et leur reconnaissance.
Tout en se consacrant à l’éducation, Travers s’essayait également à la poésie, publiant en 1824, le poème Guilbert ou le héros de quatorze ans, bientôt suivi des Algériennes en 1828 et 1829. Il créa ensuite, à l’instigation du préfet d’Estourmel, l’Annuaire de la Manche et il fonda le journal politique l’Écho de la Manche. Bientôt il publia de petits écrits de circonstance, inspirés des écrits de Benjamin Franklin au siècle précédent : la Science du Bonhomme Richard, en 1830, Au Peuple sur le Choléra-Morbus, par un cousin du Bonhomme Richard, en 1831. L’année suivante, il intervint, dans les polémiques du moment, par deux brochures d’un libéralisme très accentué : Réponse à la première Lettre aux Normands de M. le vicomte de Tocqueville, par un habitant du Bocage et Réponse aux deux premières Lettres aux Normands de M. le vicomte de Tocqueville.
En 1832, le collège de Falaise, naguère florissant, se trouvait en pleine déclin. Enflammés par la révolution de juillet, deux ans auparavant, les élèves avaient abandonné les activités scolaires pour se livrer au maniement des armes. Leur ambition semblait se borner à figurer dans les revues, fort multipliées à cette époque, et à former la brillante avant-garde de la milice citoyenne. Le désordre et l’indiscipline étaient venus s’ajouter à la cessation du travail et des faits de la nature la plus grave avaient été reprochés au principal et à certains élèves. Pour remonter un établissement aussi compromis, les chefs de l’Université appelèrent Travers qui sut rétablir vigoureusement et habilement le calme et la régularité, et faire reprendre le gout et l’habitude du travail aux maitres et aux élèves. Alors qu’il avait montré les qualités d’un professeur distingué et dévoué à Saint-Lô, Travers se révéla à Falaise comme administrateur en relevant le collège, à tel point que le roi Louis-Philippe visita cet établissement lorsqu’il fit son voyage en Normandie.
Les années passées par Travers à Falaise, attristées à la fin de son séjour par la mort prématurée de sa jeune femme, peuvent être comptées parmi les plus laborieuses de sa vie. C’est dans cet intervalle de 1833 à 1839 que parurent successivement sept ouvrages. Dans les deux thèses qu’il avait soumis pour le doctorat ès lettres, et que Guizot avait appréciées favorablement, Travers avait attaqué certaines théories émises par Nisard dans son Étude sur Lucain. Il s’ensuivit un échange de lettres entre le jeune docteur et Nisard au cours duquel Nisard confessa en partie ses torts. Après la soutenance de ses thèses, Travers caressa un moment l’idée d’entrer dans l’enseignement public à Paris. Ses amis le persuadèrent d’opter pour Caen où un an après, fortement appuyé par l’abbé Daniel et par Bertrand, il arrivait comme professeur suppléant de littérature latine à la Faculté des lettres. Il s’associa aussitôt au mouvement des sociétés savantes, et se remaria. Professeur suppléant de littérature française en 1839, il devint professeur titulaire de littérature latine en 1843 et occupa cette chaire avec distinction jusqu’à sa retraite en 1856.
Appelé, en 1862, à la tête de l’importante bibliothèque municipale de Caen, il la dirigea avec zèle et dévouement jusqu’au 16 janvier 1881, date à laquelle il reçut notification d’un arrêté non motivé du maire de Caen, en vertu duquel il était purement et simplement remplacé par Gaston Lavalley, nommé quelques années auparavant bibliothécaire-adjoint sur sa proposition. Ce mécompte auquel il ne s’attendait pas atteignit surtout Travers dans ses gouts de bibliophile, mais il ne changea rien à ses habitudes studieuses, ayant toujours à sa disposition une riche et nombreuse collection qu’il avait patiemment formée et dont, absorbé par d’autres soins, il n’avait jamais eu le temps d’inventorier entièrement les richesses.
Lorsque Arcisse de Caumont inaugura le mouvement archéologique et décentralisateur avec la fondation de la Société des antiquaires de Normandie, de la Société linnéenne de Normandie, de la Société française d'archéologie, de l’Association normande et de la Société pour la conservation des monuments, Travers fut une des premières et parmi les meilleures de ses recrues. Mais c’est au sein de l’Académie des sciences, arts et belles-lettres de Caen, que Travers devait se distinguer tout particulièrement et trouver sa véritable voie. Quand il y entra, l’Académie sommeillait quelque peu. Depuis sa réorganisation par Dugua au commencement du XIXe siècle, elle n’avait publié, jusqu’en 1836, que trois volumes de Mémoires. Travers galvanisa ses confrères et leur communiqua son ardeur. Aussi, à partir de 1840 jusqu’en 1881, l’Académie tint neuf séances publiques et imprima trente-deux volumes de Mémoires. Travers sut, en outre, encourager les libéralités de donateurs qui enrichirent significativement l’Académie et lui permirent de fonder des prix importants.
Les Mémoires de l’Académie de Caen ne sont pas le seul recueil publié sous sa direction. Outre l’Annuaire de la Manche, le Bulletin de l’Instruction publique et des Sociétés savantes de l’Académie de Caen, dont on a six volumes de 1840 à 1843, fut également dû à son initiative. Travers revit et augmenta également des deux tiers le Glossaire du patois normand de Louis Du Bois. Il a édité les Œuvres choisies de Moisant de Brieux, publiés à la suite du Mémoire de René Delorme, sur la vie et les œuvres du fondateur de l’Académie des sciences, arts et belles-lettres de Caen.
La première publication de ce genre, dans l’ordre des dates est peut-être celle qui, par suite de circonstances spéciales, valut à son auteur la plus retentissante notoriété. Parue à Avranches, en 1833, sous le titre les Vaux-de-Vire édités et inédits d’Olivier Basselin et de Jean Le Houx, avocat virois, avec Discours préliminaire, choix de notes et variantes des précédents éditeurs, Notes nouvelles et Glossaire, l’édition de ce petit in-12 lui valut un courrier du chansonnier Béranger. Travers y distinguait la part due aux soixante-deux poésies attribuées à Olivier Basselin, et les quarante-et-unes inédites appartenant à Jean Le Houx. Mais à la suite des vaux-de-vire de Basselin et des vaux-de-vire de Le Houx, Travers avec deux vaux-de-vire anciens qui figuraient déjà dans l’édition de Louis Du Bois, en inséra un autre, soi-disant ancien, qu’il annonça comme « entièrement inédit ». La pièce était évidemment apocryphe, fabriquée par Travers lui-même, comme un jeu d’esprit, au moment de la vogue extraordinaire des fausses poésies de Clotilde de Surville. Il l’avait malicieusement accompagnée de notes et de commentaires destinés à en faciliter l’intelligence aux esprits peu cultivés, poussant la tromperie jusqu’à feindre le scrupule de remplacer par des lignes de points une strophe dont l’audace aurait pu offenser la pruderie de son temps. En dépit des doutes plus ou moins nettement formulés, des incrédulités, des contestations, le gros du public se laissa persuader. Le professeur de la Faculté des lettres de Caen Frédéric Vaultier commenta le vau-de-vire apocryphe avec l’émotion contenue et l’admiration instinctive que l’on éprouve en présence d’un texte de vénérable antiquité. Antoine Le Roux de Lincy l’inséra dans un Recueil des Chants historiques français depuis le XIIe jusqu’au XVIIIe siècles, et, plus grave encore, l’historien, Henri Martin, l’invoqua à l’appui d’une de ses vingt-deux affirmations. Du coup, pris de remords, Travers avoua publiquement sa supercherie au congrès de la Sorbonne, en 1866, suscitant rires et applaudissements. Plus tard, Le Siècle voulut faire grief à travers cette duperie en voulant y voir un piège tendu à la candeur du grand historien national. En réalité, la mystification de Travers laisse complètement intacte la thèse décisive brillamment soutenue par Léon Puiseux, Siméon Luce et Armand Gasté.
La publication des Vaux-de-Vire n’était qu’un premier pas dans une voie que Travers devait parcourir avec persévérance et dans laquelle il devait rencontrer plus d’un succès. Né éditeur, les choses inédites ou peu connues attiraient invinciblement Travers qui avait à cœur de les mettre à la portée du plus grand nombre en les faisant sortir de la demi-obscurité des archives ou des bibliothèques. Ce sont surtout les Œuvres du grand poète normand Jean Vauquelin de La Fresnaye ainsi que les Mémoires de Martial de Guernon-Ranville, ancien ministre de Charles X, d’autant mieux accueillis qu’ils sont remplis de révélations inattendues et que le manuscrit, s’il avait été communiqué à quelques personnes privilégiées, n’était jamais arrivé à la connaissance du grand nombre, qui furent deux grands succès. Dès les premiers jours, la presse s’occupa de ces Mémoires, dont l’intérêt fut reconnu avec une faveur marquée par les juges les plus compétents et les plus difficiles. Travers avait aussi traduit du latin en français et écrit sous le nom de plume de « un Cousin du bonhomme Richard ».
À la mort de Julien Travers, son intéressante bibliothèque passa entre les mains de son fils Émile, qui avait hérité de ses gouts. Parmi les nombreux manuscrits laissés par Travers, se trouvaient des leçons entières et des notes pleines de savantes recherches qui prouvent le soin avec lequel il préparait ses cours et les correspondances de ses élèves, toujours devenus ses amis, témoignant de leur reconnaissance pour l’enseignement et les conseils de ce maitre consciencieux et bienveillant envers la jeunesse studieuse.
Officier de l’Université, depuis le 6 avril 1836, Travers avait été décoré de la Légion d'honneur, par décret du 11 novembre 1876.

## Publications partielles
- Polémique politique : Réponse aux deux premières "Lettres aux Normands" de M. le Vte de Tocqueville, par un habitant du Bocage, Saint-Lô, J. Élie, 1833, 2e éd., 16 p., in-8o (OCLC 1403988016, lire en ligne sur Gallica).
- Algérienne : aout 1829, Saint-Lô, J. Élie, 1829, 4 p., in-8o (OCLC 763238665, lire en ligne sur Gallica).
- Les Francs-péteurs : poème en 4 chants, précédé d'un aperçu historique sur la Société des francs-péteurs fondée à Caen, Caen, Poisson, 1853, 120 p., in-18 (OCLC 793673061, lire en ligne sur Gallica).
- Fontaines publiques de la ville de Caen, Caen, Delos, 1857, 14 p., in-8o (OCLC 1143105475, lire en ligne sur Gallica).
- [Théophile] Baudement : de la Bibliothèque nationale, Caen, 1875, 20 p., in-8o (OCLC 916483878, lire en ligne sur Gallica).
- Olivier Basselin et les compagnons du Vau-de-Vire : une erreur historique et littéraire : mémoire inédit lu à la Sorbonne, le 4 avril 1866 ; suivi de L'incident Martin-Travers, extrait des journaux, Caen, F. Le Blanc-Hardel, 40 p., in-8o (lire en ligne sur Gallica).
- Louis Du Bois, Glossaire du patois normand : augmenté des deux tiers, et publié par Julien Travers, Caen, A. Hardel, 1856, xxiv-440 p., in-8o (OCLC 921529616, lire en ligne sur Gallica).
- La Vérité sur l'épigraphe de l'"Esprit des lois" ("prolem sine matre creatam"), Caen, F. Le Blanc-Hardel, 8 p., in-8o (OCLC 1176759294, lire en ligne sur Gallica).
- Vie de Richard-Lenoir, Paris, Dezobry, F. Tandou et Cie, 1863, 88 p., in-8o (OCLC 777177170, lire en ligne sur Gallica).
- Biographie de Charles-Gabriel Porée : suivie d'un appendice renfermant des pièces inédites, parmi lesquelles 41 vers du poète Malfillâtre, Caen, A. Hardel, 1854, 16 p., in-8o (OCLC 764079365, lire en ligne sur Gallica).
- Notice biographique sur François Boisard, Caen, A. Hardel, 1852, 15 p., in-8o (OCLC 458363276, lire en ligne sur Gallica).
- Des académies et des sociétés savantes des départements, Caen, A. Hardel, 1861, 7 p., in-8o (OCLC 1033872366, lire en ligne sur Gallica).
- Le Bréviaire de P.-D. Huet, Caen, A. Hardel, 1858, 22 p., in-8o (OCLC 80276736, lire en ligne sur Gallica).
- Notice biographique sur M. V[ictor].-É[vremont] Pillet, Caen, A. Hardel, 1858, 9 p., in-8o (OCLC 458363327, lire en ligne sur Gallica).
- Les Distiques de Muret imités en quatrains français.
- Le Mont-Saint-Michel (sonnets).
- Le Château de Falaise.
- Deuil (sonnets à la mémoire de Pélagie Castel du Boulay).
- Une Excursion dans le nord du Passais normand.
- Léon Fallue, sa vie et ses œuvres, Caen, F. Le Blanc-Hardel, 1869, 26 p., 22 cm (OCLC 458363303).
- Troisièmes regains, 1882.

### Éditions scientifiques
- Jacques Moisant de Brieux, Œuvres choisies.
- Françoise de Maintenon, Manuel d’éducation pour les filles.
- Pétition de Buonaparte et de sa sœur Marie-Anne-Elisa.
- Au peuple, sur le choléra-morbus, par un cousin du bonhomme Richard, 1831.
- avec Augustin Asselin, Louis Du Bois, Frédéric Pluquet et Charles Nodier, Les Vaux-de-Vire édités et inédits d’Olivier Basselin et de Jean Le Houx, poètes virois : Vaux-de-Vire d'Olivier Basselin et de Jean Le Houx : suivis d'un choix d'anciens vaux-de-vire et d'anciennes chansons normandes tirés des manuscrits et des imprimés avec une notice préliminaire et des notes philologiques, Caen, 1858, xxxvi-288 p., in-16 (OCLC 763528472, lire en ligne sur Gallica).
- Martial de Guernon-Ranville, Journal d’un ministre : œuvre posthume du Cte de Guernon-Ranville, Caen, F. Le Blanc-Hardel, 1878, xiv-416 p., in-8o (OCLC 1178052778, lire en ligne sur Gallica).
- Jean Vauquelin de La Fresnaye, Les Foresteries de Jean Vauquelin, sieur de La Fresnaie, Caen, F. Le Blanc-Hardel, 1869, iv-160 p., in-8o (OCLC 477225749, lire en ligne sur Gallica).

### Traductions
- Giovanni Bona (trad. du latin, préf. Auguste Nicolas), Le Phénix qui renait : ou La rénovation de l'âme par la retraite et par les exercices spirituel [« Phoenix rediviva, annua spiritus renovatio per anachoresim et exercitia spiritualia, per modum meditationis indicans et ultimum finem hominis et media ad eam assequendam aptiora »], Caen, Chenel, 1858, viii-347 p., in-16 (OCLC 1448852767, lire en ligne sur Gallica).
- Pindare (trad. du grec ancien), Première Olympique de Pindare, Caen, A. Hardel, 1855, 12 p., in-8o (OCLC 457804029, lire en ligne sur Gallica).

## Distinctions
- Chevalier de la Légion d'honneur (1876)

## Sources
- Eugène Hippolyte de Robillard de Beaurepaire, Julien Travers : notice biographique et littéraire, t. 61-63, Caen, Henri Delesques, 1890, 118 p. (OCLC 682392884, lire en ligne).